# Reina Satake
Reina Satake (1995) es una deportista japonesa que compite en gimnasia en la modalidad de trampolín.
Ganó dos medallas de oro en el Campeonato Mundial de Gimnasia en Trampolín, en los años 2019 y 2021, ambas en la prueba por equipo.

## Palmarés internacional
| Campeonato Mundial | Campeonato Mundial | Campeonato Mundial | Campeonato Mundial |
| Año                | Lugar              | Medalla            | Prueba             |
| ------------------ | ------------------ | ------------------ | ------------------ |
| 2019               | Tokio (Japón)      | Medalla de oro     | Equipo             |
| 2021               | Bakú (Azerbaiyán)  | Medalla de oro     | Equipo             |